# Ferrari 333 SP
La Ferrari 333 SP est un modèle de compétition de la Scuderia Ferrari développée par Golim, engagée en championnat américain IMSA durant la deuxième moitié des années 1990. Elle a servi de base à la création de la Ferrari F50, qui lui a emprunté son châssis monocoque.
Vainqueur 24 Heures de Daytona en 1998 et des 12 Heures de Sebring en 1995, 1997 et 1998